# エアインディアワン

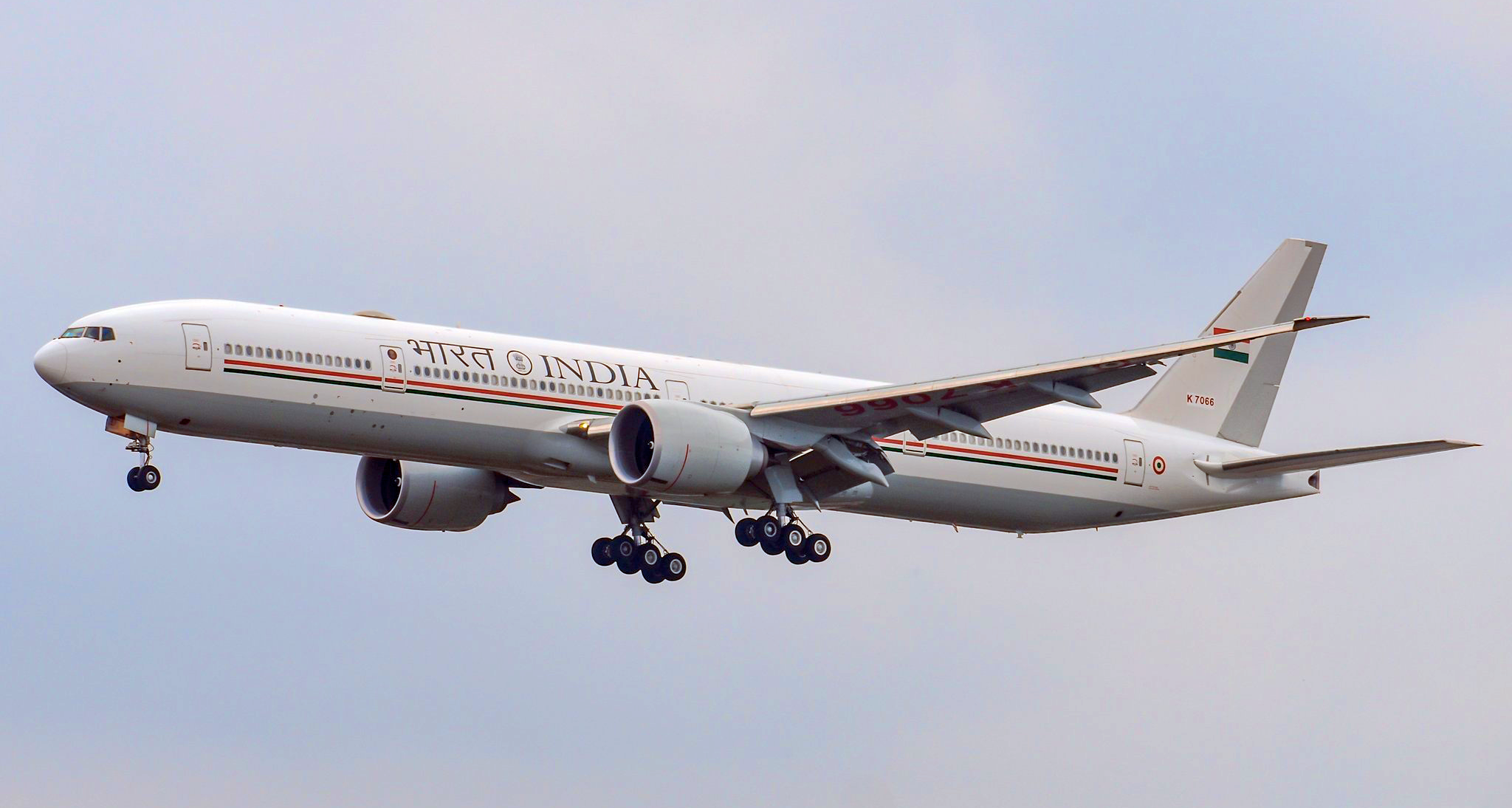
インド政府専用機のB777-300ER型機

エアインディアワン（ヒンディー語：एयर इण्डिया वन、英語：Air India One）とは、インドの大統領やインドの副大統領、インドの首相のためインド空軍により運用される政府専用機のコールサインである。略称はAI1、AIC1またはINDIA 1。インドの首都ニューデリーのインディラ・ガンディー国際空港に拠点を置くインド空軍本部通信部隊が運用任務を担う。

## 概要

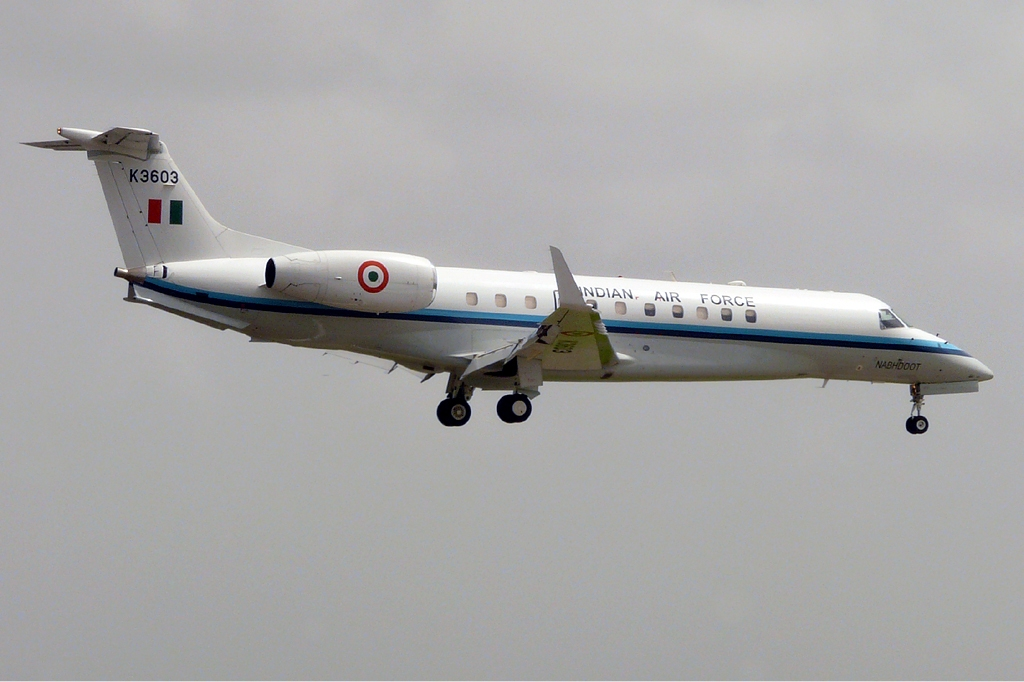
インド空軍のERJ135

国外訪問に用いられる2機のB777-300ER型機を除くと、インド空軍は14席のE135と20席のE145をそれぞれ4機ずつ、VIP客室がありVIPの移動に使用される46席仕様のボーイング ビジネスジェット（B737-700）を3機保有している。
777型機には、地上や空中の脅威からの防護とミサイル誤誘導のためのフレアを提供するため、暗号化された衛星通信設備や高度な航行補助装置、高度なミサイル警報システム、ミサイル偏向シールド、電子妨害手段が装備されている。空中給油の必要がない長距離の移動も可能である（VC-25では全く使用されてないがこの機能はある）。機内の電子機器は238マイルと、通常のボーイング777型機に見られる2倍の配線を含む。重装備の防護は、核爆発と連動する電磁パルスから配線や重要な電子部品を守るのに充分な耐久性を持つ。
エアインディアワンの全乗客は色で指定されたIDカードを常に携行する必要があり、紫色でタグ付けされる公式代表団のメンバー（インド政府の次官補以上）はファーストクラスに座る。首相に近接した警護をするために特殊護衛群の人員も紫でタグ付けされ、飛行中は近接戦闘用の武器を携行することができる。次官補より低級の随行員は桃色でタグ付けされ、ビジネスクラス相当の座席に着く。料理人や執事らを含む支援要員は赤色、会見室のジャーナリストらは黄色であり、彼らはエコノミークラス相当の座席に着く。
かつてエア・インディアから借用していたボーイング747-400型機は2020年からボーイング777-300ER型機に更新され、新機材は高機能で保護された通信システム、医務室や会見用の部屋、防衛システムなどを内蔵している。連邦閣僚会議の大臣やインド軍上級幕僚らは公式訪問向けに小規模な機種を利用する一方、777-300ERは大統領や副大統領、そして首相により独占的に使用される。